# Johann Christoph Adelung
Johann Christoph Adelung (1732-1806) (* Spantekow, 8 de Agosto de 1732 † Dresden, 10 de Setembro de 1806) foi filólogo, bibliotecário, lexicógrafo e germanista alemão. Foi tio do jurista e filósofo alemão Friedrich von Adelung (1768-1843).

## Publicações
- Grammatisch-kritischen Wörterbuch der hochdeutschen Mundart, (Dicionário gramatical e crítico da língua alemã) (5 vol. in-4 Leipzig, 1774-1786, reimpresso com correções e adições em 4 volumes, Leipzig, 1793-1801 ;
- Kleines Wörterbuch für die Aussprache, Orthographie, Biegung und Ableitung, 1788
- Directorium diplomaticum, 1802
- Glossarium manuale ad scriptores mediae et infimae latinitatis (6 volumes in-8, Halle, 1772), extraído da obra de Charles du Fresne, senhor du Cange ;
- História das loucuras humanas, Leipzig, 1785 ;
- Tabela de todas as ciências, dar artes e dos ofícios, etc. (4 partes, Leipzig, 1778-1788), enciclopédia;
- Deutsche Sprachlehre für Schulen, (Gramática alemã para as escolas, 17810
- Umständliches Lehrgebäude der deutschen Sprache, (ensino sofisticado sobre a construção da língua alemã, 1782)
- Über den deutschen Stil (sobre o estilo alemão), 1785-86
- História da civilização, Leipzig, 1782-1788;
- Anweisung zur Orthographie, (Ensinando ortografia, 1788)
- Magazin für die deutsche Sprache, (Revista da língua alemã, 1782-84)
- História da filosofia, 3 volumes, in-8. Leipzig, 1786;
- A mais antiga história dos Teutões, in-8, Leipzig, 1806;
- Mithridates, oder allgemeine Sprachenkunde, (Mithridates, ou Tabela universal dos idiomas, escrito em 500 idiomas), Berlin, 1806, in-8.